# Ostrówek (powiat otwocki)
Ostrówek – wieś sołecka w Polsce położona w województwie mazowieckim, w powiecie otwockim, w gminie Karczew. Według Narodowego Spisu Powszechnego Ludności i Mieszkań z 2021 roku liczba ludności we wsi Ostrówek to 173 z czego 53,2% mieszkańców stanowią kobiety, a 46,8% ludności to mężczyźni. 
Ostrówek leży na terenie mikroregionu etnograficznego Urzecze.
Miejscowość jest siedzibą rzymskokatolickiej parafii św. Izydora.
W latach 1975–1998 miejscowość należała administracyjnie do województwa warszawskiego.

## Historia

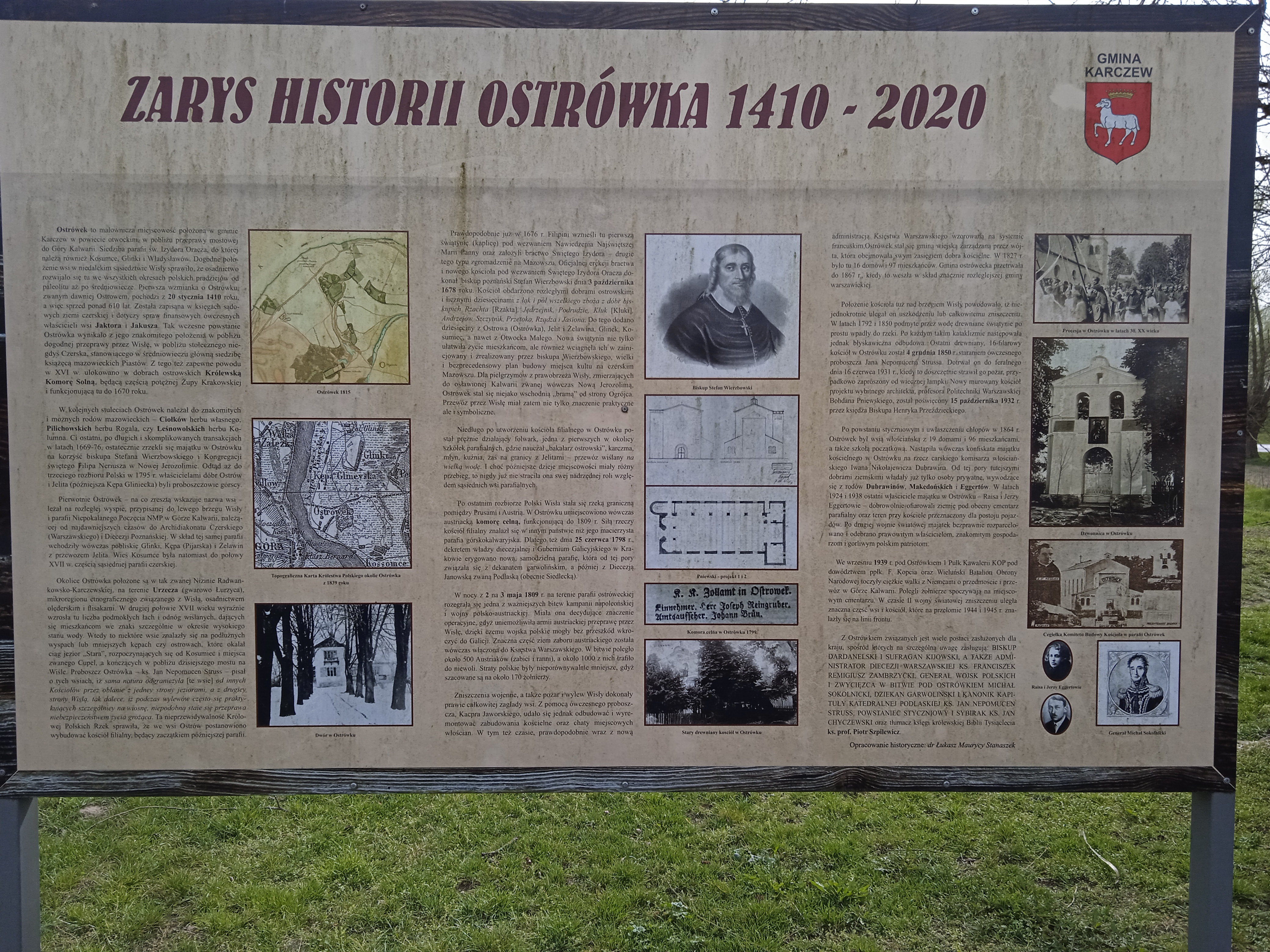
Tablica informacyjna: "Zarys historii Ostrówka 1410-2020"

Wieś położona na prawym brzegu Wisły na nizinie nadwiślańskiej. W XIX wieku należała do powiatu garwolińskiego, gmina Sobienie Jeziory.
W roku 1678 biskup poznański Stefan Wierzbowski ufundował w Ostrówku kościół pod wezwaniem św. Izydora jako filię parafii w Górze Kalwarii. Na skutek przesunięcia się koryta Wisły w 1792 roku świątynia została porwana przez nurt rzeki. Jeszcze w tym samym roku mieszkańcy pod okiem księdza Józefa Okońskiego wznieśli nowy kościół, który 25 czerwca 1798 roku stał się siedzibą nowo powstałej parafii.
W 1809 roku wojska generała Michała Sokolnickiego w bitwie pod Ostrówkiem pokonały wojska austriackie, zabezpieczając przeprawę przez rzekę dla wojsk polskich. Wydarzenie to zostało upamiętnione obeliskiem oraz krzyżem przydrożnym na miejscu pochówku poległych w walce żołnierzy, zarówno polskich, jak i austriackich.

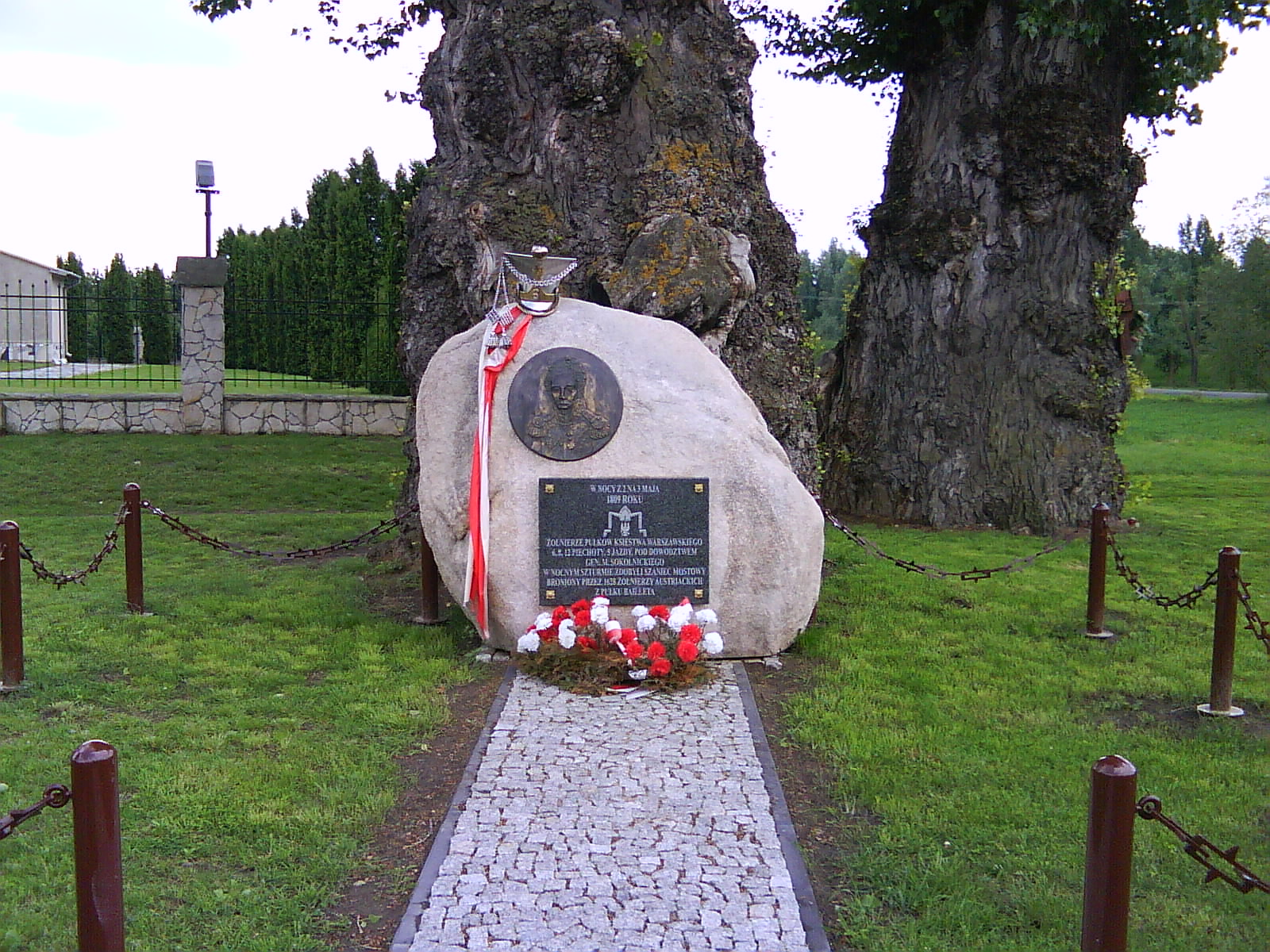
Kamień upamiętniający bitwę pod Ostrówkiem w 1809 roku

W latach 1812–1813 na skutek ogromnego pożaru i powodzi wieś praktycznie przestała istnieć. Po odbudowie w 1827 roku było tu 16 domów i 97 mieszkańców.
W 1850 r. ksiądz Jan Struss, który był proboszczem parafii do 1866 roku, wzniósł kościół z dala od koryta rzeki. Parafia należała do dekanatu garwolińskiego i liczyła 1073 dusze. Obecnie należy do dekanatu osieckiego diecezji siedleckiej.
Po uwłaszczeniu Ostrówek był wsią włościańską i było w niej 19 domów z 96 mieszkańcami. We wsi była szkoła początkowa ogólna.
W 1931 roku po raz kolejny spłonął kościół. Na jego miejscu w dwa lata później zbudowano murowaną świątynię, która funkcjonuje do dzisiaj.
Po walkach o most przez Wisłę w Brzuminie Polacy przygotowywali koncentryczne uderzenie na przeprawę promową do Góry Kalwarii. W dniu 11 września 1939 r. 1 pułk kawalerii KOP ppłk F. Kopcia, przy wsparciu Wieluńskiego batalionu Obrony Narodowej, uderzył na nieprzyjaciela pod Ostrówkiem. Niemcy byli jednak już na tyle silni, że nie dali się zepchnąć do rzeki i nadal bez przeszkód posługiwali się promem.
Gospodarka jest typowa dla tego rodzaju nadwiślańskich wiosek, dominują sady owocowe.

## Przyroda
W Ostrówku rosną dwie, bardzo okazałe (choć prawdopodobnie nie będące pomnikami przyrody, mimo iż spełniają wymagane kryteria) topole czarne. To drzewa o obwodach, odpowiednio: 837 i 827 cm, i o wysokości 24 i 22 m. Oba drzewa mają charakterystyczne, tumorowate pnie i są w zadowalającym stanie zdrowotnym.